# Departamento Quiché
El Quiché ist eines von 22 Departamentos in Guatemala und liegt im Nordwesten des Landes (Region VII) an der Grenze zu Mexiko. Es erstreckt sich auf knapp 8.400 Quadratkilometern und hat etwa 1.125.000 Einwohner. Die Hauptstadt des Departamentos ist Santa Cruz del Quiché.
Quiché grenzt im Norden an Mexiko, im Osten an Alta und Baja Verapaz, im Süden an Chimaltenango und Sololá, im Westen an Totonicapán und an Huehuetenango.

## Landesnatur
Quiché wird von drei Gebirgszügen in west-östlicher Richtung durchquert: von der etwa 2500 m hohen Sierra de Chuacús im Süden, der noch höheren Sierra de los Cuchumatanes in der Mitte und der wesentlich niedrigeren Sierra de Chamá im Norden. Ganz im Süden, in der Gegend von Chichicastenango und Santa Cruz del Quiché prägen fruchtbare, auf etwa 2000 m Höhe gelegene Ebenen das Land, das von zahlreichen Flüssen und Bächen durchzogen wird, die ausnahmslos nach Südosten in den Río Motagua fließen, der hier an seinem Oberlauf auch Río Grande genannt wird und die Grenze zum Departamento Chimaltenango bildet. Zwischen der Sierra de Chuacús und den Cuchumatanes liegt ein karges, von tiefen Schluchten zerfurchtes Gebiet, das von dem hier ebenfalls nach Osten fließenden Río Chixoy (Río Negro) entwässert wird. Nachdem er kurz ins benachbarte Baja Verapaz weiterfließt und dort aufgestaut wird, schwenkt der Chixoy in weitem Bogen durch die Cuchumatanes nach Norden und bildet bis nach Mexiko hinauf die Ostgrenze von Quiché. Die wasserreichen Cuchumatanes sind (noch) von dichten Bergwäldern bedeckt, die sich weit in den Norden erstrecken und dort in der 450 km² großen Reserva de la Biósfera Visís Cabá zum Teil unter Naturschutz gestellt wurden. Ganz im Norden, jenseits der Sierra de Chamá, befindet sich das feucht-heiße tropische Regenwaldgebiet des Ixcán, das an der Grenze zu Mexiko nur noch etwa 100 m über dem Meeresspiegel liegt. Entsprechend der Höhenlagen sind Klima, Vegetation und Tierwelt in den verschiedenen Gebieten sehr unterschiedlich. Das gesamte natürliche Gleichgewicht wird gefährdet durch die teilweise rücksichtslose Abholzung großer Waldgebiete zu land- und forstwirtschaftlichen Zwecken. Vor dieser negativen Entwicklung wird der Norden noch geschützt auf Grund der schlechten Erschließung und der allgemeinen Abgeschiedenheit.

## Bevölkerung
Das Departamento ist nach den Quiché benannt, der größten indigenen Volksgruppe Guatemalas. Auf Grund der oft nur schwer zugänglichen Lage des Departamentos hat sich die Sprachenvielfalt und die kulturelle Identität unter den Maya-Nachfahren im Allgemeinen gut erhalten. Neben der spanischen Kolonialsprache werden in El Quiché mehrere Maya-Sprachen gesprochen: Uspanteco in der Gemeinde Uspantán, Ixil in Nebaj, Chajul und San Juan Cotzal, Sacapulteco in Sacapulas, Pocomchí in Chicamán, Kekchí im Norden und Quiché im Süden des Departamentos. Der weit überwiegende Teil der Bevölkerung lebt auf dem Land, wo es an Schulen, ärztlicher Versorgung, elektrischem Strom und Wasseranschlüssen mangelt. Dies erklärt die hohe Analphabeten-, Geburts-, Kindersterblichkeits- und Armutsquote Quichés. Die etwa 860.000 Einwohner des Departamentos leben in insgesamt 21 Municipios (Großgemeinden oder auch Landkreise):
| Canillá                | Chajul                    |
| Chicamán               | Chiché                    |
| Chichicastenango       | Chinique                  |
| Cunén                  | Ixcán                     |
| Joyabaj                | Nebaj                     |
| Pachalum               | Patzité                   |
| Sacapulas              | San Andrés Sajcabajá      |
| San Antonio Ilotenango | San Bartolomé Jocotenango |
| San Juan Cotzal        | San Pedro Jocopilas       |
| Santa Cruz del Quiché  | Uspantán                  |
| Zacualpa               |                           |

Dem Departamento als staatlichem Verwaltungsbezirk steht ein von der Zentralregierung entsandter Gouverneur vor. Die Municipios sind eigenständige Gebietskörperschaften mit gewählten Bürgermeistern und Volksvertretungen und untergliedern sich in Aldeas  (Landgemeinden) und Caseríos, Parajes oder Fincas (Weiler und Höfe).

## Wirtschaft und Verkehr
Wichtigster Wirtschaftszweig des Quiché ist die Landwirtschaft, die oft in Subsistenzwirtschaft betrieben wird. Die ungerechte Landverteilung zwingt viele Menschen, sich als Wanderarbeiter oder Erntehelfer auf großen Fincas oder an der Pazifikküste zu verdingen, weil kleine Parzellen das Überleben vieler Familien oft nicht sichern können. Angebaut werden Mais, Weizen, Bohnen, verschiedene Obst und Gemüsearten, Tabak, Kaffee und Zuckerrohr. Die Wälder liefern auch Edelholz. Von Bedeutung ist die Viehzucht, vor allem in den höheren Lagen, sowie das Handwerk (Textilien, Möbel und andere Holzprodukte, Gitarren, Schmuck, Korb- und Lederwaren, Keramikerzeugnisse, Ziegel), der Handel und zum Teil auch der Tourismus.
Auf Grund seiner Lage und Beschaffenheit ist das Departamento verkehrsmäßig noch unzureichend erschlossen. Im Süden zweigt von der Interamericana bei Los Encuentros (Sololá) die Nationalstraße 15 nach Norden ab, die über Chichicastenango und Santa Cruz del Quiché bis nach Sacapulas am Fuße der Cuchumatanes führt. Es ist die wichtigste Nord-Süd-Verbindung innerhalb des Departamentos. Jenseits der Cuchumatanes gibt es keine ausgebaute Fernstraße nach Norden. Durch Sacapulas verläuft auch die kurvenreiche Ost-West-Verbindung von Huehuetenango über Cunén und Uspantán nach Alta Verapaz. Von diesen beiden Nationalstraßen zweigen zahlreiche kleinere, oft unbefestigte Nebenstraßen ins Hinterland ab. Der Norden mit seiner dichten, oft undurchdringlichen Vegetation ist größtenteils noch unerschlossen. Ganz im Norden ist im Tiefland entlang der Grenze zu Mexiko eine neue Ost-West-Transversale in Bau, die Franja Transversal del Norte, die Wirtschaft und Infrastruktur dort wohl völlig verändern wird. Die Auswirkungen auf Natur und Tierwelt dürften nach Fertigstellung denen von vergleichbaren Projekten im Petén ähneln: Der Bau zahlreicher Stichstraßen in die Umgebung, die unkontrollierte Vermehrung von Siedlungen und Sackgassendörfern, Brandrodungen und die Auslaugung der Böden durch hemmungslose Profitgier.
Die Hauptstadt Santa Cruz del Quiché hat einen kleinen Flugplatz für die Allgemeine Luftfahrt.

## Geschichte

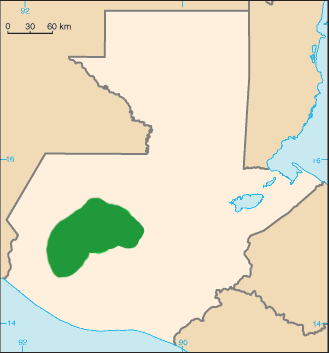
Reich der Quiché vor der Conquista

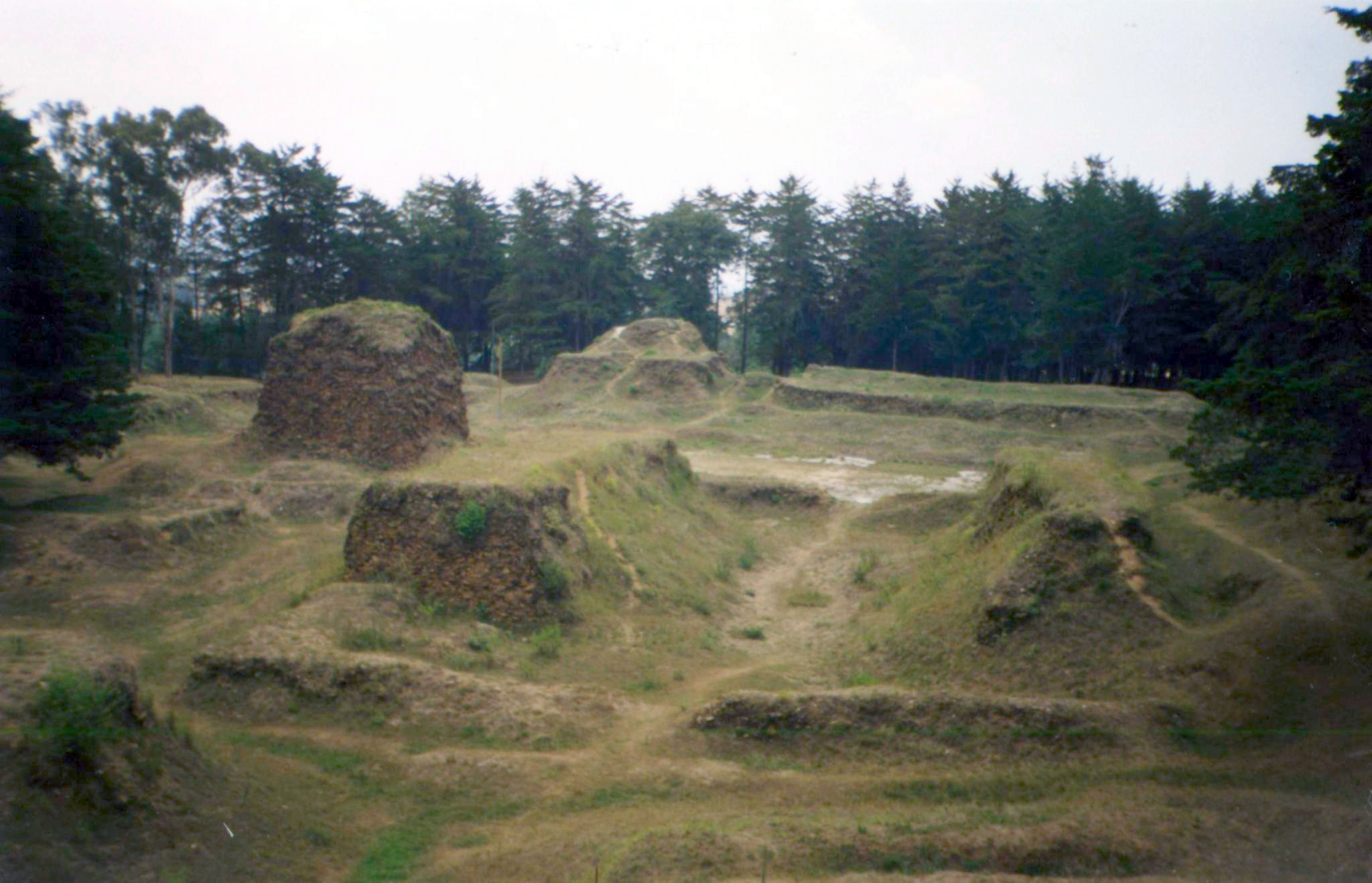
Was von K’umarkaaj (Utatlán) geblieben ist

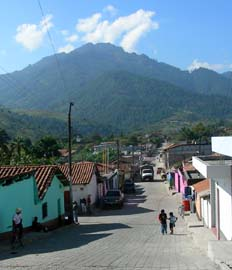
Blick auf San Andrés Sajcabajá, unweit des Río Chixoy

Die Quiché sind wahrscheinlich im 11. Jahrhundert von Mexiko aus ins Hochland von Guatemala gezogen. Durch die Unterwerfung alteingesessener Stämme oder deren Verdrängung in Randgebiete gründeten sie hier ein relativ großes Reich, dessen Hauptstadt K’umarkaaj (von den Spaniern „Utatlán“ genannt) auf dem Gebiet des heutigen Departamentos Quiché lag, wenige Kilometer westlich der heutigen Hauptstadt Santa Cruz del Quiché. Die alte Hauptstadt K’umarkaaj wurde 1524 von den Spaniern und deren Söldnern zerstört, nachdem kurz zuvor Pedro de Alvarados Truppen bei Quetzaltenango ein Quiché-Heer unter Tecún Umán in einer offenen Feldschlacht besiegt hatten. Da die Spanier auf dem unwegsamen Gebiet des heutigen Departamentos keine nennenswerten Bodenschätze oder andere Ressourcen fanden, vernachlässigten sie es bald oder überließen es den Mönchen der katholischen Kirche. In Chichicastenango bauten Dominikaner auf den Resten des örtlichen Tempels eine Kirche, wo 1702 Pater Francisco Ximénez das Popol Vuh, das heilige Buch des Rates der Quiché fand. Ximénez, der die Logik und Klarheit der Quiché-Sprache bewunderte, übersetzte das Popol Vuh ins Spanische und machte so das Meisterwerk der Quiché-Literatur und damit deren Schöpfungsgeschichte und Mythologie der Nachwelt zugänglich.
Während der Kolonialzeit gehörte Quiché überwiegend zu Totonicapán. Die indigene Bevölkerung lebte weitgehend unbehelligt in Subsistenzwirtschaft (Milpa). Erst im 19. Jahrhundert begann mit der Plantagenwirtschaft die skrupellose Landnahme der Ladinos, die die indigene Bevölkerung in der Armut stürzte: Da sie von ihren kleinen zugeteilten Parzellen nicht leben konnten, mussten viele Menschen entweder vor Ort auf den großen Kaffee-Fincas arbeiten oder sich als Wanderarbeiter auf den Plantagen an der Pazifikküste ein kleines Zubrot verdienen. Gerade wegen der ungerechten Landverteilung fand die Guerilla während des von 1960 bis 1996 dauernden Bürgerkriegs in Quiché große Unterstützung. Die Streitkräfte Guatemalas waren über die wirklichen Gründe des Krieges gut informiert, verteidigten die Besitzansprüche der „Eliten“ dennoch mit unerbittlicher Härte. Nirgendwo sonst in Guatemala tobte der Bürgerkrieg so sehr wie im Quiché, und nirgendwo im Quiché tobte er so sehr wie im Ixil-Dreieck zwischen Nebaj, Chajul und San Juan Cotzal, einem der landschaftlich reizvollsten Gebiete Mittelamerikas. 2013 erklärte der oberste Gerichtshof Guatemalas, dass das Vorgehen gegen die Ixil durch die Regierung als Völkermord zu werten sei.
Nach dem Krieg startete hier unter anderem die Europäische Union Programme zum moralischen und materiellen Wiederaufbau. Dazu zählen Versuche, einen Tourismus zu etablieren, der die ursprüngliche Lebensweise der Menschen bewahren hilft. In den letzten zehn Jahren sind viele Flüchtlinge aus ihren Verstecken in unwegsamen Gebieten und aus Mexiko wieder in ihre Heimat zurückgekehrt, wo sie noch immer in großer Armut leben.

## Sehenswürdigkeiten
Die Masse der Touristen macht auf dem Weg zum Atitlán-See oder ins westliche Hochland nur einen kurzen Abstecher nach Chichicastenango, um das bunte Treiben auf dem dortigen Markt zu besichtigen oder die Maya-Zeremonien und Gebete auf den Stufen der Kirche Santo Tomás zu beobachten. Von diesen Kurzbesuchen profitieren finanziell nur wenige Geschäftsleute, während gleichzeitig das kulturelle Selbstverständnis der einheimischen Landbevölkerung zunehmend seine Basis verliert. Ein Teil der Touristen besucht weiter im Norden K’umarkaaj (Utatlán) bei Santa Cruz und etliche andere Maya-Ruinen, die auch touristisch erschlossen sind. Sehenswert sind die Cuchumatanes und das unberührte Gebiet nördlich davon, wo man die traditionelle Lebensweise der Maya-Nachfahren besonders gut nachvollziehen kann. Die südlich der Cuchumatanes von Huehuetenango nach Alta Verapaz verlaufende Straße führt durch die Orte Sacapulas, Cunén und Uspatán, welche sich alle als Ausgangspunkt für Touren in den Cuchumatanes eignen.